# Илирия
Илирия (на старогръцки: Ἰλλυρία; на латински: Illyria) е историческа област в западната част на Балканския полуостров, населявана през Античността от илирите. Илирите обитават Динарските планини и съседните области от предисторическо време, а от VIII век пр. Хр. основават свои царства. През 168 година пр. Хр., след Илирийските войни, Илирия е завладяна от Римската република и става основа на провинция Илирик.